# Alberto Cuello
Alberto Cuello – piłkarz argentyński, obrońca.
Jako piłkarz klubu Tigre Buenos Aires był w kadrze reprezentacji podczas turnieju Copa América 1929, gdzie Argentyna zdobyła mistrzostwo Ameryki Południowej. Cuello nie zagrał w żadnym meczu.
W 1932 roku Cuello przeszedł z Tigre do River Plate, z którym w tym samym roku zdobył swój pierwszy tytuł mistrza Argentyny. Sukces ten powtórzył w 1936 roku.
Jako piłkarz klubu River Plate wziął udział w turnieju Copa América 1937, gdzie Argentyna została mistrzem Ameryki Południowej. Cuello zagrał tylko w drugiej połowie wygranego 6:1 meczu z Paragwajem. W tym samym roku razem z River Plate zdobył swoje trzecie mistrzostwo Argentyny i puchar Copa Ibarguren.
W 1938 i 1939 dwa razy z rzędu Cuello razem z River Plate został wicemistrzem Argentyny.
Po raz czwarty i ostatni tytuł mistrza Argentyny Cuello zdobył w 1941 roku. W tym samym roku zakończył karierę piłkarską.